# U335 (潜水艦)

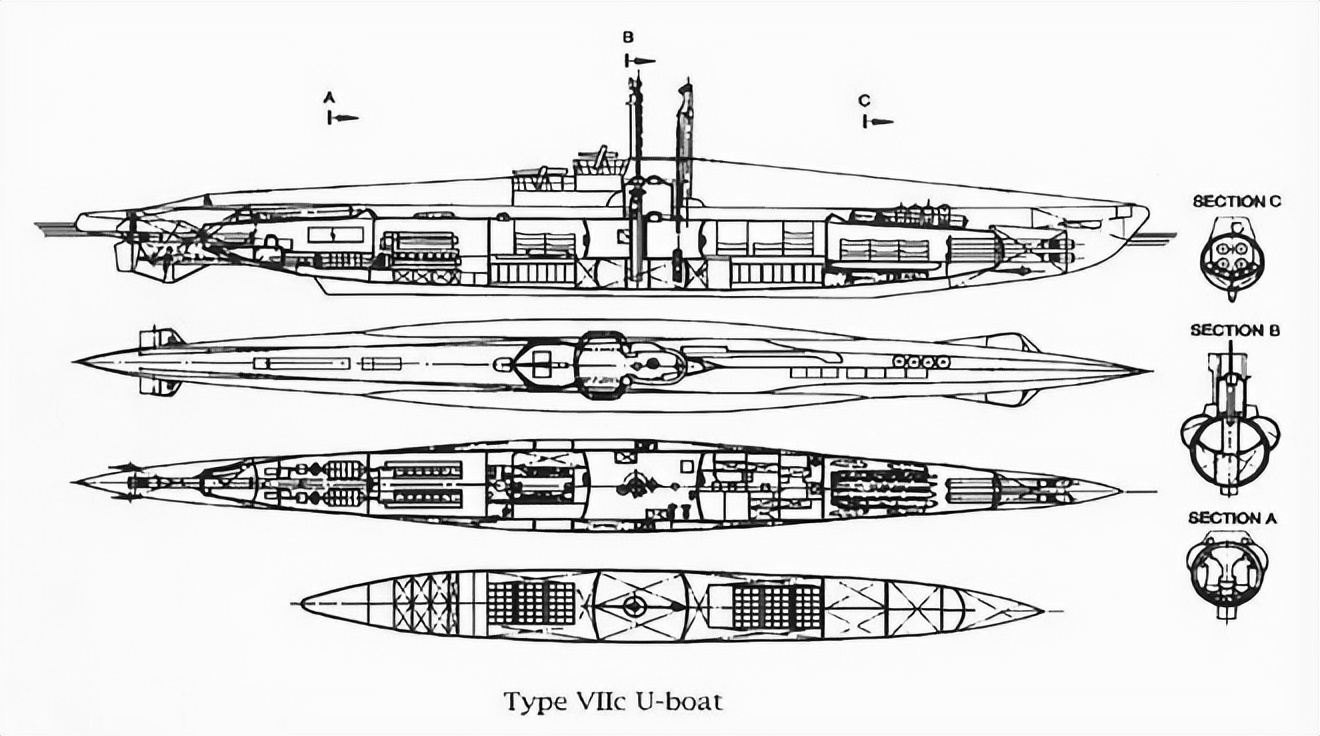
VIIC型潜水艦の断面図。

U335は第二次世界大戦中にナチス・ドイツ海軍で運用された潜水艦。VIIC型に分類される。1941年12月に就役し、翌年イギリス潜水艦によって撃沈された。

## 艦歴
U335の建造は1940年8月15日に発注された。1941年1月3日にエムデンにあるノルトゼーヴェルケで造船所番号207として起工され、同年10月15日に進水、12月17日にHans-Herman Pilkner大尉の指揮の下就役した。
1941年12月17日から1942年7月29日までの間、U335は第8潜水隊群に属して訓練を行った。それが終わると、フランスのサン＝ナゼールを拠点とすると第6潜水隊群に配属され、7月30日に最初の哨戒任務に就くためにキール港を発った。8月3日、フェロー諸島南東海域を大西洋へ向けて航行していたU335は、イギリス潜水艦サラセンから魚雷攻撃を受け、沈没した。乗員43人が戦死し、生存者は1人だった。